# Kraina Grzybów
Kraina Grzybów, Kraina Grzybów TV (KGTV) (Česky: Země Hub, někdy nesprávně překládána jako Krajina hřibů), známá také pod anglickým názvem "Mushroomland" nebo "Land of Mushrooms" je fikční svět vytvořený Wiktorem Stribogem publikovaný přes kanál KrainaGrzybowTV na síti YouTube od 23. prosince 2013 do 30. srpna 2018. Hlavní částí kanálu je experimentální webový seriál Poradnik Uśmiechu. Celkový projekt získal popularitu i v mnoha jiných zemích kromě Polska díky titulkům v Angličtině, Bulharštině, Češtině, Čínštině, Francouzštině, Italštině, Litevštině, Mongolštině, Němčině, Ruštině, Španělštině ale i třeba Tatarštině, dostupných téměř v každém dílu. Největšího uznání dosáhl zejména ve Spojených státech pod přeloženým názvem „Smile Guide“

## Příběh
Seriál nemá žádnou danou zápletku ale celkově je zaměřený na dospívající dívku Agátku (v originále: Agatka) která moderuje imaginární televizní pořad s názvem "Průvodce úsměvu" (Poradnik Uśmiechu) na vymyšlené televizní stanici Kraina Grzybów TV. Její partnerkou je velká animovaná veverka jménem Mařenka (Małgosia), která má vlastní alter ego „Teufel“ (z němčiny: ďábel).
Pořad je přerušován anonymními rozhovory s Agátinou matkou, která vysvětluje příběh své dcery a neschopnost s ní navázat kontakt z důvodu divákovi neznámému. Dále zde vystupují další dívky: Karolína (Karolina), Justýnka (Justynka), Hatšepsut z Bytomu (Hatszepsut z Bytoma), a dospělý muž přezdívaný „Džínsový muž“ (Dżinsowy Człowiek). Divák má příležitost dozvědět se o ději prostřednictvím pěti, šest až osm minut dlouhých, epizod a ještě více krátkými filmy se stejnými tématy zveřejněných na kanálu a udělat si vlastní obrázek o čem seriál je.

## Charakteristika
Seriál spolu s jeho kanonickým obsahem je příkladem díla v oblasti hauntologie, zpracovaným jako nahrávka na film, vysílaný v televizi a nahraný na VHS kazetu z 80. nebo 90. let. Epizody jsou vytvořeny jako vzdělávací televizní průvodce, ale mají vlastní zápletku a postavy. Každý díl má představit řešení daného problému, ale postupem času začíná pojednávat o nesouvisejících věcech. Důležitým prvkem seriálu je skutečnost, že až do premiéry „konce programu“ (końcówka programu) tedy do 9. dubna 2017, nebylo známo jeho obsazení ani tvůrčí stránka. Tvůrce a herci nebyli během tvorby seriálu nějak veřejně známi.
Mluva používaná postavami a tvůrcem na sociálních sítích je nesouvislá a chaotická a vizuální zpráva spolu s animovanými vložkami je až psychedelická, uváděje diváka do stavu úzkosti. Epizody jsou navíc přerušovány výňatky z amerických a sovětských vzdělávacích filmů z 50. a 70. let s tématy o jaderné válce, životním stylu, vaření a léčbě.
Během 3,5 roku existence projektu bylo vysíláno pět celých epizod (bez vedlejších filmů). Dodatkově byl navíc uveden samostatný program s názvem „Houbové melodie“ (Grzybowe Melodie), kde je zpívána Karolínčina píseň „Balada v rytmu džín“ (Ballada w rytmie dżins). Skladbu zpíval sám autor, ale jeho hlas byl velmi upraven.
Třetí díl Průvodce úsměvem, přestože byl ohlášen autorem, neuviděl denní světlo, protože údajně většina konstrukčních materiálů, z něhož měl být vyroben, se za záhadných okolností ztratila.
Autor také vydal několik stránek knihy „V zemi hub“ (W Krainie Grzybów) fiktivní autorky Žofie Kopytlánkové (Zofie Kopytlanki), jejíž citace se objevily také ve druhé a čtvrté epizodě seriálu, celý její obsah však nikdy publikován nebyl.

### Citace Žofie Kopytlánkové
| „                  | Ptaki męczy latanie jak chodzenie ludzi. | “ |
| — Zofia Kopytlanka |                                          |   |

| „                    | Ptáky unavuje létání jako chození lidi. | “ |
| — Žofie Kopytlánková |                                         |   |

| „                  | Tyłko samolotem Zabawka leci sie naprawde | “ |
| — Zofia Kopytlanka |                                           |   |

| „                    | Pouze hračkou letadlem můžete opravdu létat | “ |
| — Žofie Kopytlánková |                                             |   |

### Báseň v prvním díle seriálu
| „                           | Strzeż się tej krainy grzybów, choć słoneczna kusi łąka - kto swe kroki tam skieruje temu jeno płacz, rozłąka. | “ |
| — pieśń z początku XX wieku | |   |

| „                              | Střež se té země hub. ač slunečná pokouší tě louka - kdo své kroky tam směřuje tomu jen pláč, rozluka. | “ |
| — báseň ze začátku 20. století | |   |

### Smile Guide: The Apple Escape
V charakteristickém hauntologickém stylu také autor vydal bezplatnou počítačovou hru v angličtině Smile Guide: The Apple Escape (česky: Průvodce úsměvu: Jablkový útěk), jejímž hlavním hrdinou je opět Agátka.

## Hudba
Složená autorem seriálu Wiktorem Stribogem se soundtrack velmi podobá trendům hauntologie a vaporwave. Autor se mimo jiné také nechal inspirovat hudebními skupinami King Crimson a Kraftwerk a britským hudebníkem Brianem Enoem. Skladby sestávají ze zkreslených částí elektroniky a motivy se poměrně často opakují, nicméně samotné nahrávky jsou žánrově různorodé. Většinou se jednalo o hudbu pouze na pozadí pro Průvodce Úsměvu, nicméně pár písní bylo vydáno samostatně 19. ledna 2019 jako „Poradnik Uśmiechu OST“ který je možné zakoupit v digitální verzi na YouTube, Spotify a bandcamp a na vinylové desce. Písně obsažené v albu se mírně lišily od dříve známých verzí ze seriálu.

## Obsazení
Herci, kteří se podíleli na vytvoření Země hub, nebyli vybráni castingem ale byli blízkými přáteli Wiktora Striboga. Jejich oči byly zakryté a jejich hlasy upraveny, protože je tvůrce chtěl chránit před nepředvídatelnými reakcemi publika. Navzdory tomu byla identita herečky, která hrála Agatku, objevena ještě před jejich oficiálním zveřejněním v závěrečných titulcích.
| Herec                   | Postava              | Český překlad      | Epizoda |
| ----------------------- | -------------------- | ------------------ | ------- |
| Diana Klimowicz         | Agatka               | Agátka             | 1-6     |
| Anna Grudniewska (hlas) | wiewiórka Małgosia   | veverka Mařenka    | 1-6     |
| Wiktor Stribog (hlas)   | Mama Agatki          | Agátina matka      | 1-6     |
| Łukasz Babula           | Dżinsowy Człowiek    | Džínsový muž       | 4,6     |
| Magda Ładuniuk          | Karolina             | Karolína           | 4,6     |
| Agnieszka Piętka        | Hatszepsut z Bytomia | Hatšepsut z Bytomi | 5       |
| Diana Fict              | Justynka             | Justýnka           | 6       |

| Číslo | Název                 | Český překlad        | Vydáno            |
| ----- | --------------------- | -------------------- | ----------------- |
| 1     | Jak skutecznie jabłko | Jak účinně jablko    | 23. prosince 2013 |
| 2     | Jak zrobić z papieru  | Jak vyrobit z papíru | 23. února 2014    |
| 3     | -                     | -                    | nevydán           |
| 4     | Jak swoje włosy       | Jak svoje vlasy      | 18. září 2014     |
| 5     | Jak poprawnie telefon | Jak správně telefon  | 10. srpna 2015    |
| 6     | Jak swoje dziecko     | Jak svoje dítě       | 1. dubna 2017     |